# خالدیه (کویت)
خالدیه (به عربی: الخالدیة) یک منطقهٔ مسکونی در کویت است که در استان عاصمه واقع شده‌است. خالدیه ۱۹٬۵۶۲ نفر جمعیت دارد و ۱۴ متر بالاتر از سطح دریا واقع شده‌است.